# コンチェルティーノ
コンチェルティーノ（伊: concertino）は、コンチェルタート様式に関する歴史的な概念と、楽種に関する近代的な概念の二つに分かれる。

## バロック音楽におけるコンチェルティーノ
コンチェルティーノとは、合奏協奏曲において、アンサンブルから、より小さなまとまりに別れた楽器群を指す。反意語がリピエーノであり、これはコンチェルティーノと対比されている。
コンチェルティーノとは、二つの集団のうち小さな方を指してはいるが、その音楽の素材は一般的に、リピエーノよりも演奏技巧が要求される。さらにコンチェルティーノは、主題の素材をリピエーノと共有せずに、独自の楽想を呈示する。この大小のグループの対比や、双方の主題間の相違は、バロック音楽に非常に特徴的な原理である。

## 古典派以降のコンチェルティーノ
ジャンルとしてのコンチェルティーノは、自由に構成された短い（もしくは小さな）協奏曲のことを指す。同義語に、ドイツ語のコンツェルトシュテュック（Konzertstück）がある。これは日本語で小協奏曲ともいう。通常は、単独楽章からなる、独奏楽器とオーケストラのための楽曲であるが、複数の楽章が間断なく演奏される作品例もある。

### 有名なコンチェルティーノ
- クラリネットと管弦楽のためのコンチェルティーノ（カール・マリア・フォン・ウェーバー）
- ホルンと管弦楽のためのコンチェルティーノ （ウェーバー）
- 序奏とアレグロ・アパッショナート（ピアノ小協奏曲：シューマン）
- 序奏と協奏的アレグロ（ピアノ小協奏曲：シューマン）
- フルートと管弦楽のためのコンチェルティーノ  （セシル・シャミナード）
- 春のコンチェルティーノ（ヴァイオリン小協奏曲∶ミヨー）[1]
- 2台のピアノのための小協奏曲（ショスタコーヴィチ）
- ピアノと管弦楽のためのコンチェルティーノ（フランセ）[1]
- シロフォン・コンチェルティーノ（黛敏郎）

フランツ・リストがシューベルトの『さすらい人幻想曲』をピアノと管弦楽のための作品に編曲した際、ウェーバーの『コンツェルトシュテュック』を意識したと言われており、またリストは逆に、ウェーバーのこの協奏作品を、ピアノ独奏曲に編曲している。